# スーパーナカヤ
1. スーパーナカヤの店舗
2. 戸山商事の本社社屋

スーパーナカヤは、かつて存在した日本のスーパーマーケット。東京都東久留米市に本社を置く戸山商事株式会社（とやましょうじ）が運営し、東京多摩地域（北多摩地区）を中心に店舗をチェーン展開していた。2018年に経営破綻し全店を閉店した。
なお、神奈川県内で食品スーパー「新鮮市場 スーパーなかや」をチェーン展開する株式会社仲屋商事（なかやしょうじ）とは一切関係ない。

## 経営破綻
戸山商事は2018年（平成30年）9月30日をもって事業を停止、同日をもって「スーパーナカヤ」の全店が閉店した。
多摩地域では「スーパーナカヤ」は特売スーパーとして長年親しまれてきた。正月以外は年中無休で営業し、店頭には激安商品をたくさん積み上げ、通行人の足を止めていた。経営破綻の直前まで通常営業しており、まったく突然の閉店であった。
通常の閉店時間は21時台（店舗により、21時30分から21時45分頃）だが、前日には台風24号接近の影響で「本日は台風のため18時で閉店します」との貼り紙が貼られており、その横に営業停止を知らせる貼り紙が掲出されるという状況であった。店舗の商品も引き上げず看板の電気も点灯したまま、夜逃げ同然の閉店となった。また従業員（パート・アルバイト・社員）にも閉店は知らされておらず、賃金や退職金の未払いも発生し、閉店を知らせる貼り紙に並べて、地域合同労組の全労連・全国一般労働組合による従業員に向けた労働相談の貼り紙も並べて貼られるという、物々しい雰囲気での閉店となった。
同年10月4日、戸山商事は東京地方裁判所立川支部から破産手続開始の決定を受けた。負債総額は約2億円。破産管財人は番場弘文弁護士（多摩八王子法律事務所）。
翌2019年（令和元年）6月27日付で戸山商事は清算を結了、法人は消滅した。

## 店舗
いずれも東京都に所在。西武鉄道沿線を中心に、JR中央線沿線にも出店していた。

### 事業停止時に閉店した店舗
2018年9月30日閉店。
- 東久留米店 - 東久留米市東本町14-21、東久留米駅北口。本社1階に併設[5][6][7]。
- ひばりが丘北店 - 西東京市ひばりが丘北3丁目6-31、ひばりヶ丘駅北口[5][8]。
- 清瀬旭が丘店 - 清瀬市旭が丘2丁目5-6、UR旭が丘団地内[9][10]。
- 三鷹店 - 三鷹市下連雀3丁目28-20、三鷹駅南口[11][12]。
- 東小金井店 - 小金井市東町4丁目38-26 トーケンプラザ地下1階、東小金井駅南口[13][14]。
- 萩山北口店 - 東村山市萩山町2丁目10-1、萩山駅北口[15][16]。

### 閉店時期不明
- 東大泉店 - 練馬区東大泉7丁目31-21 シャイニーハウス1階、大泉学園駅から南西に640m[17]。
  - 閉店後にビッグ・エー練馬東大泉店が居抜き出店[18]。